# Tão Longe, Tão Perto
In weiter Ferne, so nah! (bra/prt: Tão Longe, Tão Perto) é um filme alemão de 1993, dos gêneros suspense, fantasia e drama romântico, produzido e dirigido por Wim Wenders, com roteiro dele, Richard Reitinger e Ulrich Zieger.

## Prêmios e indicações
| Prêmio/evento      | Categoria                    | Recipiente  | Resultado |
| ------------------ | ---------------------------- | ----------- | --------- |
| Cannes 1993        | Prêmio do Júri               | Wim Wenders | Venceu    |
| Cannes 1993        | Palma de Ouro (melhor filme) | Wim Wenders | Indicado  |
| Globo de Ouro 1994 | Melhor canção original       | U2 ("Stay") | Indicado  |

## Elenco
- Otto Sander — Cassiel
- Peter Falk — ele mesmo
- Horst Buchholz — Tony Baker
- Nastassja Kinski — Raphaela
- Heinz Rühmann — Konrad
- Bruno Ganz — Damiel
- Solveig Dommartin — Marion
- Rüdiger Vogler — Philip Winter
- Lou Reed — ele mesmo
- Willem Dafoe — Emit Flesti
- Mikhail Gorbachov — ele mesmo

## Sinopse
Nesta continuação de Der Himmel über Berlin (1987), Cassiel abre mão de sua posição salvando uma criança da morte. Ele conta com Raphaela e chama por ela em momentos de dificuldade e Damiel continua com Marion, agora casados e pais de uma criança.  Cassiel passa a viver, então, como mortal, com os conflitos psíquicos e sociais dos humanos.